# Ochromyscus
Ochromyscus (Nicolas, Mikula & Bryja, 2021) è un genere di Roditori della famiglia dei Muridi.

## Descrizione

### Dimensioni
Al genere Ochromyscus appartengono roditori di piccole dimensioni, con lunghezza della testa e del corpo tra 75 e 118 mm, la lunghezza della coda tra 97 e 173 mm e un peso fino a 35 g.

### Caratteristiche craniche e dentarie
Il cranio ha una scatola cranica piatta, le creste sopra-orbitali poco sviluppate, i fori incisivi larghi.
Sono caratterizzati dalla seguente formula dentaria:

### Aspetto
La pelliccia è soffice.  Le orecchie sono lunghe ed ovali. I piedi sono lunghi e sottili, adattati alla vita terricola. La coda è più lunga della testa e del corpo è ricoperta finemente di peli e da circa 15-16 anelli di scaglie per centimetro.

## Distribuzione
Questo genere è diffuso in Africa e Medio Oriente.

## Tassonomia
Il genere comprende 2 specie.
- Ochromyscus brockmani
- Ochromyscus yemeni